# Roanoke (Kolonie)

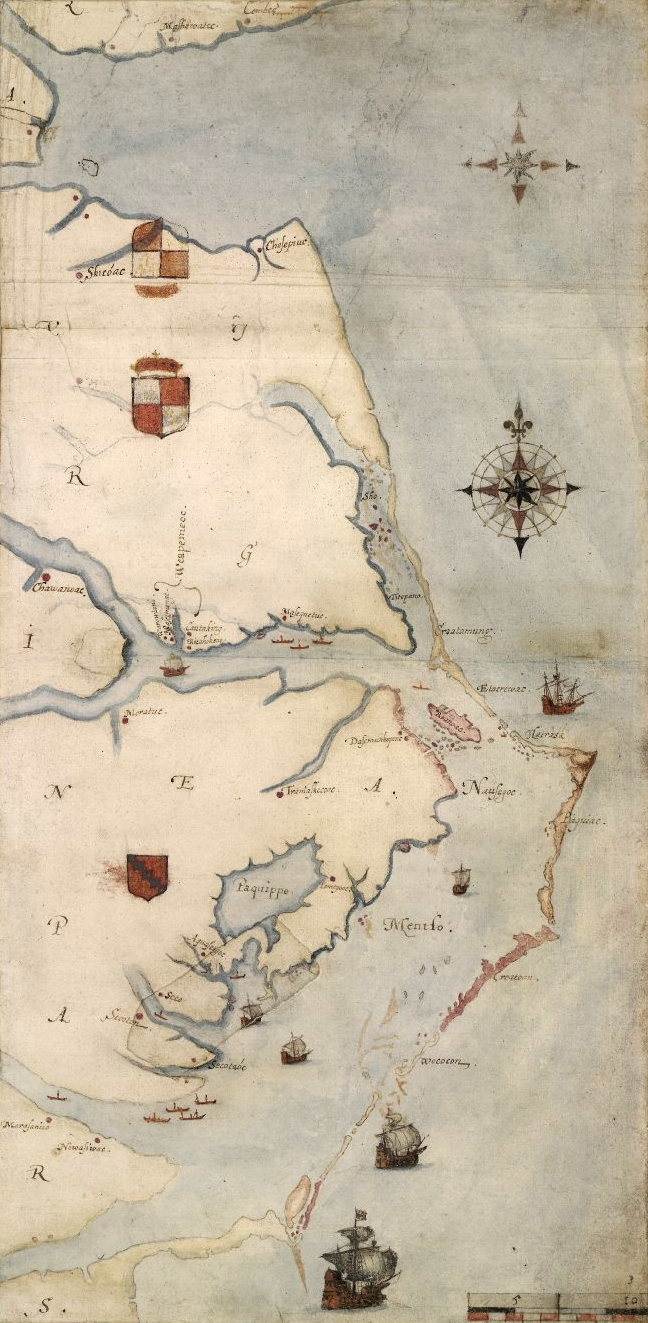
Karte von 1584 (Chesapeake Bay bis Cape Lookout) von John White

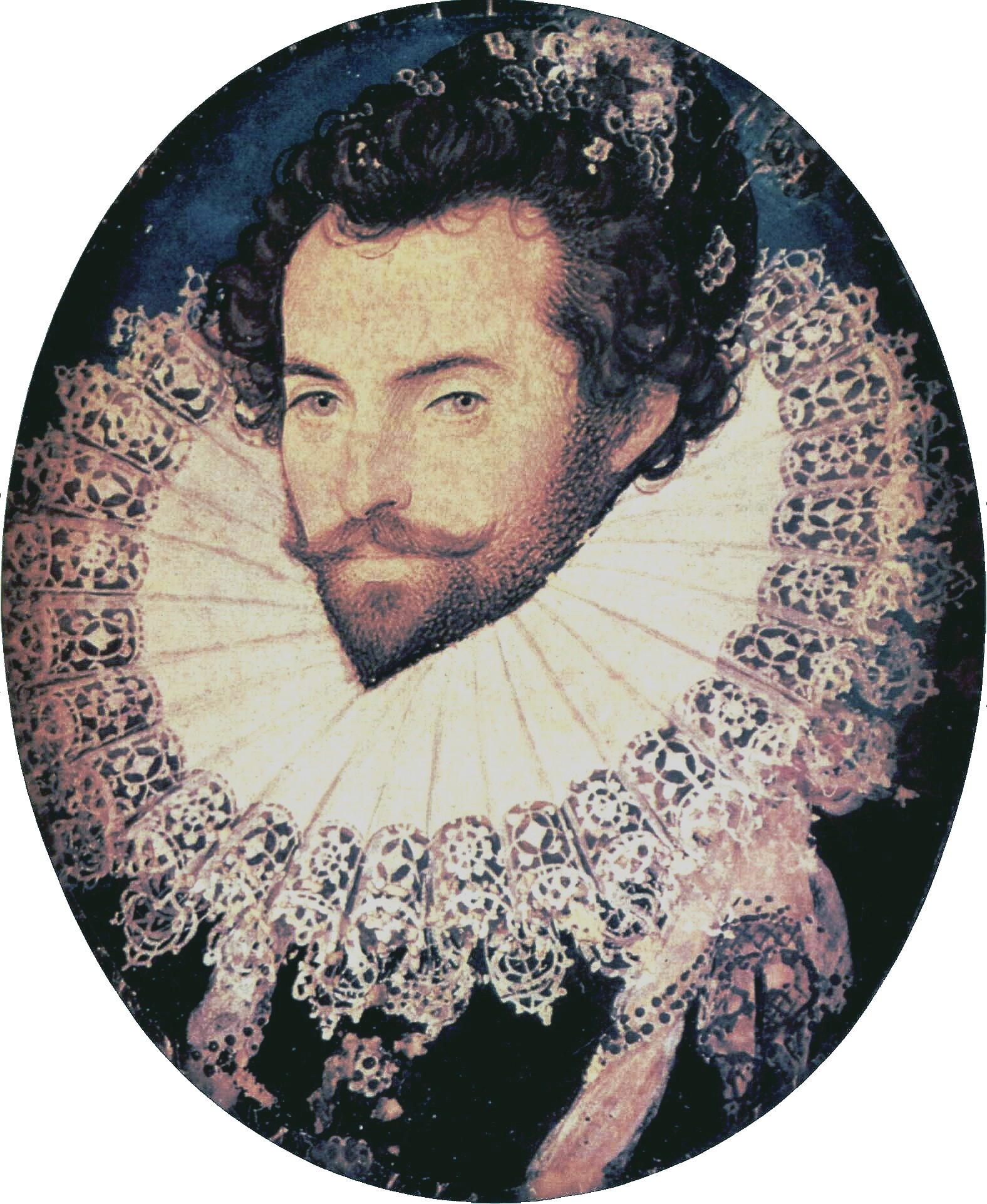
Bildnis von Sir Walter Raleigh

Die Kolonie Roanoke Island befand sich auf der Insel Roanoke Island, die vor der Ostküste des amerikanischen Bundesstaates North Carolina liegt. Am 17. August 1585 wurde sie mit 108 Siedlern gegründet und war damit die erste auf Dauerhaftigkeit geplante Kolonie der Engländer in Nordamerika. Sie wurde jedoch bereits im darauffolgenden Jahr aufgegeben. Ein zweiter Versuch ab 1587 scheiterte mit dem 1590 festgestellten mysteriösen Verschwinden von 118 Siedlern.

## Die erste englische Siedlung (1584 bis 1586)
Am 27. April 1584 brachen die Forscher Arthur Barlowe und Philip Amadas im Auftrag von Sir Walter Raleigh zu einer Expedition in das Gebiet der Outer Banks im heutigen North Carolina auf und stießen dabei auf Roanoke Island, das Wohngebiet der Roanoke-Indianer. Sie waren von der Landschaft und den sich dort bietenden Möglichkeiten begeistert und konnten zwei Pamlico-Indianer namens Manteo und Wanchese, denen sie Englisch beibrachten, gewinnen, mit ihnen nach England zurückzukehren, um Roanoke Island als künftige Siedlung anzupreisen. Königin Elisabeth I. war so angetan von dem Bericht der beiden Pioniere, dass sie Raleigh gestattete, in der neuen Welt eine Kolonie zu gründen.
Am 9. April 1585 brachen in Plymouth unter Raleighs Cousin, Admiral Richard Grenville, Schiffe mit etwa 600 Personen nach Roanoke Island auf, von denen Grenville und weitere 107 Personen als Siedler auf Roanoke blieben. Die erste Besiedlung war ein Desaster: Die Siedler kamen zu spät an, um noch auf eine gute Ernte hoffen zu können. Zudem gerieten sie in Streit mit den Einheimischen, der darin gipfelte, dass sie das Dorf Aquascogoc niederbrannten und den Häuptling töteten. Aus Angst vor Rache und aus Mangel an Nahrungsmitteln entschied Grenville, Gouverneur Ralph Lane und etwa 75 Männer zurückzulassen und wieder nach England zu segeln; er versprach dabei, im April 1586 mit weiteren Personen und einem Versorgungsschiff zurückzukehren.
Als Sir Francis Drake im Juli 1586 bei seiner Rückkehr aus der Karibik eine Pause auf Roanoke einlegte, war Grenville mit dem versprochenen Versorgungsschiff immer noch nicht zurückgekehrt. Drake nahm die verbliebenen Siedler mit nach England. Wenig später erreichte das Versorgungsschiff mit weiteren Auswanderern die inzwischen verlassene Siedlung. Grenville ließ 15 Leute zurück, um auf Roanoke die Stellung zu halten, während er erneut nach England zurückkehrte, um Raleigh zu informieren.

## Der zweite Versuch (1587 bis 1590)
Am 22. Juli 1587 kehrte John White, der bereits zu den ersten Siedlern gehört hatte, mit weiteren 150 Siedlern als neuer Gouverneur nach Roanoke zurück und fand die Kolonie verlassen vor. In seiner Begleitung befanden sich auch seine schwangere Tochter Eleanor und sein Schwiegersohn Ananias Dare. Am 18. August 1587 brachte Eleanor Virginia Dare, das erste englische Kind auf amerikanischem Boden, zur Welt. Am 25. August brach White erneut nach England auf, um sich um den Versorgungsnachschub zu kümmern. John White hatte vor, umgehend wieder zurückzukehren, doch der Beginn des englisch-spanischen Kriegs vereitelte dies.
Als White drei Jahre später, am 18. August 1590, nach Roanoke zurückkehrte, war die Kolonie erneut verlassen.

## Die verlorene Kolonie (The Lost Colony)

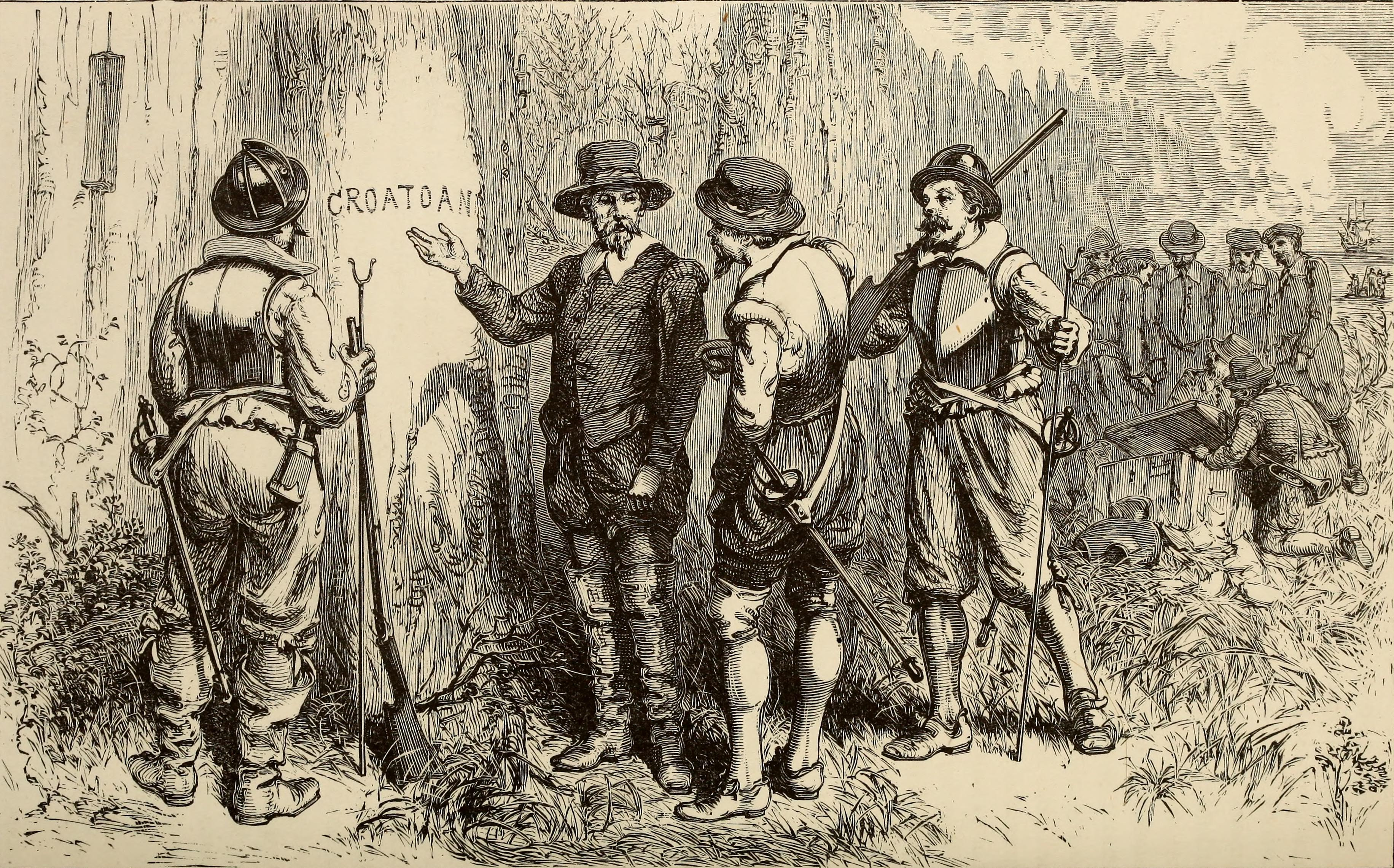
Auffindung der Inschrift „Croatoan“

White fand die Kolonie verfallen vor, und von den verbliebenen 90 Männern, 17 Frauen und 11 Kindern fehlte jede Spur. Ebenso gab es keinerlei Hinweise auf einen Kampf oder Überfall. Auf einem Baum fand White das eingeschnitzte Wort „CROATOAN“, ein Hinweis auf die gleichnamige Insel, die heute Hatteras Island heißt (nach dem Stamm der Hatteras) und die Heimat von Häuptling Manteo war. Auch fanden sich die Buchstaben „CRO“ eingeschnitzt in einen nahegelegenen Baumstamm. Als ein Hurrikan aufzog, weigerten sich die Männer, weiterzusuchen. White musste fliehen und erneut nach England zurückkehren.
1602 entsandte Raleigh erneut eine Expedition nach Roanoke, die ebenfalls keine weiteren Spuren der „verlorenen Kolonie“ fand.
1709 berichtete der Abenteurer John Lawson in seinem Reisebericht A New Voyage to Carolina, dass ihm Indianer mit blauen Augen auf Hatteras Island vor der Ostküste North Carolinas von weißen Vorfahren erzählt hätten und von Verwandten, die lesen („aus Büchern sprechen“) konnten. Er stellte die These auf, dass sich die Bewohner der Kolonie mit einheimischen Indianerstämmen vermischt hätten. Um 1880 vermutete der Lehrer und Rechtsanwalt Hamilton McMillan, dass die Bewohner der Kolonie im Indianerstamm der Croatoan aufgegangen seien. Auch wurde vermutet, die ursprüngliche Gruppe der Siedler sei getrennte Wege gegangen. Manche seien von Einheimischen getötet worden, manche hätten sich Indianerstämmen angeschlossen. Warum sie dies taten und warum niemals persönliche Gegenstände oder Aufzeichnungen gefunden wurden, blieb unklar.

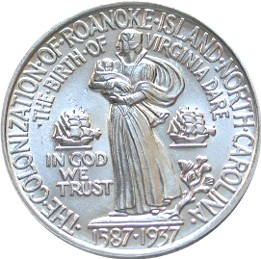
Eleanor und Virginia Dare auf der Rückseite einer 50-Cent-Gedenkmünze von 1937

1937 wurde in North Carolina eine Reihe von Steinen gefunden, die das Rätsel um Roanoke Island aufklären sollten. Ein Reisender fand angeblich den ersten Stein in einem Sumpfgebiet; bis Ende 1939 wurden über 40 Steine (englisch Dare Stones) gefunden. Der erste Stein sieht deutlich anders aus als die übrigen. In die Steine hatte angeblich Eleanor Dare (Tochter von John White, Mutter von Virginia Dare) ihre Geschichte eingemeißelt; sie erzählt ihrem Vater auf diese Weise von der Flucht ins Landesinnere nach einem Indianerangriff. Auf den letzten Steinen berichtet ein unbekannter Verfasser schließlich von ihrem Tod 1599. Die Presse stürzte sich auf diese Funde, aber später deckte ein Reporter auf, dass die Steine neuzeitliche Fälschungen waren.
Das Bild von der mit ihrem Baby durch die amerikanische Wildnis flüchtenden Eleanor gehört noch heute zur amerikanischen Folklore.
Im Jahr 2012 wurde die Karte von John White analysiert und festgestellt, dass ein Teil überklebt wurde und sich dort ein Fort befunden haben könnte.
Im Jahr 2013 untersuchte Malcolm LeComte von der Elizabeth City State University (North Carolina) Satellitenbilder der Region, die auf Whites Karte eingezeichnet war. Rund 100 Kilometer westlich von Roanoke im Binnenland entdeckte er gerade Umrisse unterirdischer Fundamente, die sich deutlich von den runden Bauten der Indianer unterscheiden. Ein Team um den britischen Archäologen Mark Horton (Universität Bristol) hat bei Grabungen viele Gegenstände gefunden, die auf ein Zusammenleben der englischen Siedler mit den Ureinwohnern hindeuten, darunter Werkzeuge und Schmuck. Ob sie friedlich zusammenlebten oder ob möglicherweise die Ureinwohner die Siedler versklavten, lässt sich nicht klären.

## Darstellung in Literatur und Film

### Theater
- Paul Green schrieb über den Stoff das Theaterstück The Lost Colony, das noch heute auf Roanoke Island aufgeführt wird.

### Belletristik
- Bill Napier machte Raleighs Expedition zum Inhalt seines 2003 erschienenen Buches Shattered Icon, deutscher Titel Der 77. Grad.
- In Michael Marshall Smiths Buch Engel des Todes (2004) wird die Geschichte um die verlorenen Siedler ebenfalls thematisiert.
- In den beiden Science-Fiction-Büchern Die letzte Kolonie (2007) und Zwischen den Sternen (2008) von John Scalzi wird eine Kolonie mit dem Namen Croatoan auf dem Planeten Roanoke beschrieben.
- In Christoph Marzis Buch Somnia (2008) stellt der Begriff Croatoan und die Geschichte der Kolonie einen zentralen Bestandteil der Handlung dar.
- Mehrere Werke von Stephen King enthalten Bezüge zu Roanoke, wie zum Beispiel Langoliers, Es, Das Monstrum – Tommyknockers und Später.
- In der Folge Und das kalte Auge der Serie Die drei ??? wird das Thema Croatoan aufgegriffen.
- Bei Jeffery Deaver wird die verschwundene Kolonie ebenfalls in „Der Insektensammler“ thematisiert.

### Filme
- In dem Film Mindhunters (2004) wird die Thematik der verlorenen Kolonie als Hintergrund für eine Mordserie auf einer Insel vermutet.
- Brad Anderson nimmt in seinem 2010 erschienenen Film Die Herrschaft der Schatten Bezug auf das Verschwinden einer Zivilisation. Der Ausdruck Croatoan ist häufig im Filmhintergrund zu erkennen, z. B. auf Hauswänden.
- Der Fernsehfilm Lost Colony von 2007 setzt die Geschichte der zweiten Besiedlung mit übernatürlichem Horror in Verbindung.

### Fernsehserien
- 1999 verfasste Stephen King das Drehbuch zur Miniserie Der Sturm des Jahrhunderts, in dem er auf die Legende von Roanoke eingeht.
- Ebenfalls verwendet wird das Thema der verlorenen Kolonie bzw. das Stichwort „Croatoan“ in den Serien Supernatural (Folge 2×09 Croatoan und in der fünften Staffel gibt es ein Virus namens Croatoan), Andromeda (Folge 3×20: Der Patriarch), American Horror Story (Folge 1×11: Die Geburt), Sleepy Hollow (Folge 1×05: Die verlorene Kolonie), Haven (diverse Folgen), Falling Skies (Folge 4×04), sowie Legacies (Folge 2×06) und die erste Folge der achten Staffel der TV-Serie The Blacklist.
- American Horror Story: Roanoke (Staffel 6, 2016).

### Hörspiele
- 2017 in dem Hörspiel Die drei ??? und das kalte Auge vom Label Europa als Grundthema für eine Kriminalgeschichte genutzt.

### Gesellschaftsspiele
- Das 2-Spieler-Gesellschaftsspiel Pagan: Fate of Roanoke ist in der Kolonie angesiedelt.[11]